# Sharjah Football Club
Maillots
Actualités
Le Sharjah Football Club (en arabe : نادي الشارقة لكرة القدم) est un club de football émirati fondé en 1966 et basé à Charjah.
L'équipe est la section footballistique du club omnisports du Sharjah Sports Club, qui possède aussi des sections handball, basket-ball, karaté, natation ainsi qu'athlétisme.

## Historique
- 1966 : Al-Orouba
- 1974 : Sharjah SC

## Palmarès
| Compétitions nationales | Compétitions internationales                                                                                |
| - Championnat des Émirats arabes unis (6) : - Champion : 1973-1974, 1986-1987, 1988-1989, 1993-1994, 1995-1996, 2018-2019. - Vice-Champion : 1997-1998. - Coupe des Émirats arabes unis (10) : - Vainqueur : 1979, 1980, 1982, 1983, 1991, 1995, 1998, 2003, 2022 et 2023. - Finaliste : 2006 et 2025. - Supercoupe des Émirats arabes unis (3) : - Vainqueur : 1994, 2019 et 2022. - Finaliste : 1990, 1995 et 2023. | - Ligue des champions 2 (1) : - Vainqueur : 2025 - Coupe du Golfe des clubs champions : - Finaliste : 1991. |

## Personnalités du club

### Entraîneurs
Le tableau suivant présente la liste des entraîneurs du club depuis 1978.
| Rang | Nom               | Période             |
| ---- | ----------------- | ------------------- |
| 1    | Joe Kinnear       | 1978                |
| 2    | ?                 | 1978-181            |
| 3    | Djalma Alves      | 1981-1983           |
| 4    | Procópio Cardoso  | 1984                |
| 5    | ?                 | 1984-2000           |
| 6    | Faouzi Benzarti   | ? 2000-déc. 2001    |
| 7    | Waheed Al Tuweiri | déc. 2001           |
| 8    | Dragan Jolgina    | déc. 2001-juin 2002 |
| 9    | Paul Dolezar      | juin 2002-?         |

| Rang | Nom                | Période              |
| ---- | ------------------ | -------------------- |
| 10   | Ghazi Ghrairi      | ?-?                  |
| 11   | Srećko Juričić     | juil. 2006-nov. 2006 |
| 12   | Rainer Zobel       | 2006                 |
| 13   | ?                  | 2006-2007            |
| 14   | Gerard van der Lem | juil. 2007-mai 2008  |
| 15   | ?                  | mai 2008-juil. 2009  |
| 16   | Manuel Cajuda      | juil. 2009-mai 2011  |
| 17   | Carlos Azenha      | juin 2011-nov. 2011  |
| 18   | Valeriu Tița       | sept. 2011-déc. 2011 |

| Rang | Nom               | Période              |
| ---- | ----------------- | -------------------- |
| 19   | Jorvan Vieira     | déc. 2011-févr. 2012 |
| 20   | Valeriu Tița      | 2012                 |
| 21   | Faouzi Benzarti   | 2013                 |
| 22   | Paulo Bonamigo    | mai 2013-2015        |
| 23   | Abdulaziz Mohamed | 2015-2016            |
| 24   | Giorgos Donis     | juil. 2016-déc. 2016 |
| 25   | José Peseiro      | janv. 2017           |

### Joueurs emblématiques
- Abdulrahman Al Haddad
- Miralem Pjanić
- Bernard
- Djaniny
- Paco Alcácer
- Kóstas Manolás
- Moussa Marega